# Edit-a-thon

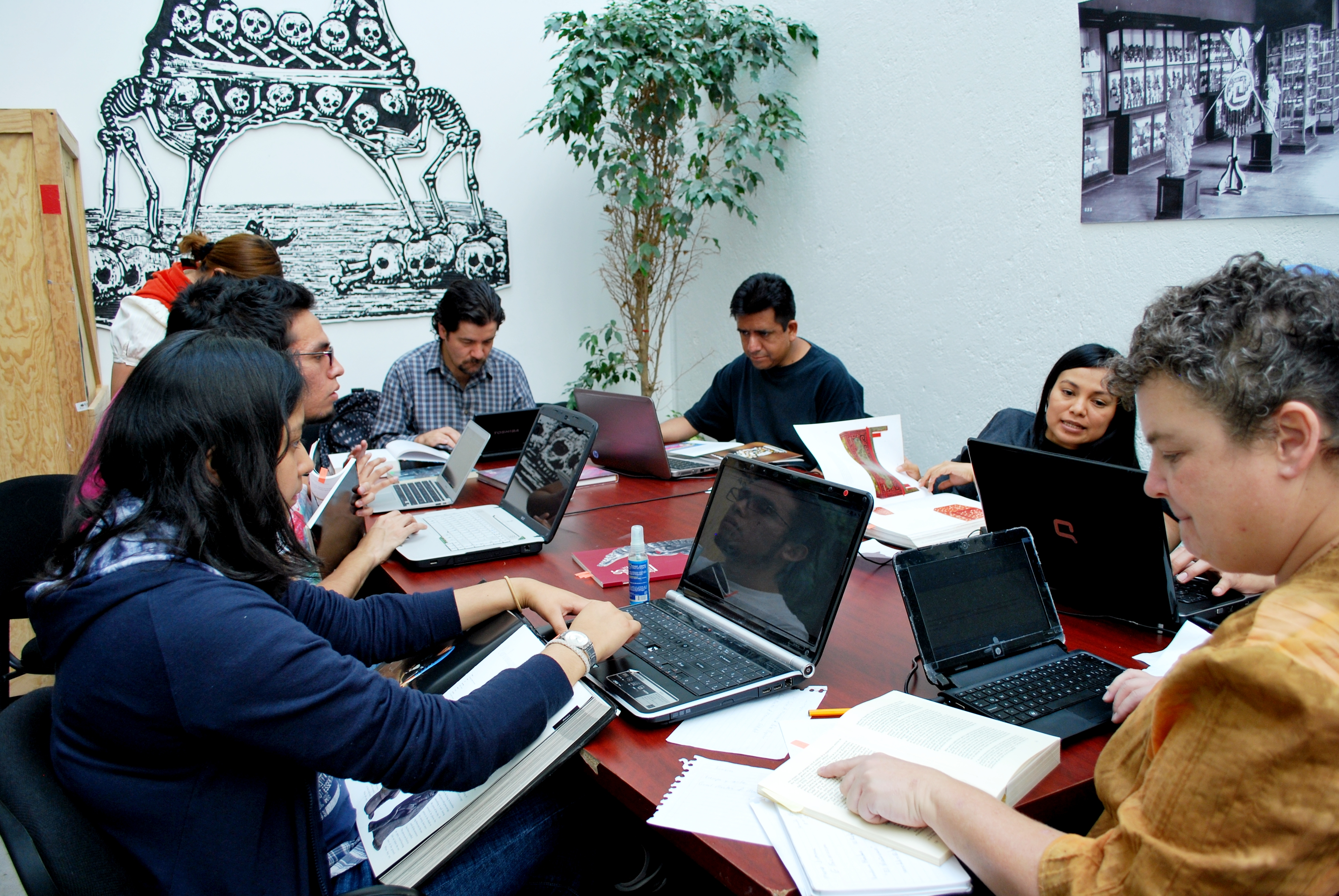
Un edit-a-thon en 2012 au Museo de Arte Popular (Mexique).

Un edit-a-thon (ou editathon, mot-valise composé des mots edit (« modifier » en français) et marathon) est un événement organisé dans les communautés de projets en ligne tels que Wikipédia ou OpenStreetMap pendant lequel les éditeurs créent, modifient et améliorent des articles sur un thème, sujet ou un type spécifique de contenu. Les nouveaux contributeurs y reçoivent généralement une formation de base à l'édition.
Les edit-a-thons sont en général dénommés en français journées contributives ou encore marathons d'édition[réf. souhaitée].